# Clube Atlético Penapolense
Clube Atlético Penapolense é um clube brasileiro de futebol da cidade de Penápolis, interior do estado de São Paulo. Foi fundado em 16 de novembro de 1944 e suas cores são vermelho, azul e branco.
Atualmente, o clube disputa a Série A4 do Campeonato Paulista, a quarta divisão estadual.

## História
O futebol surgiu em Penápolis de forma amadora, assim como em muitas outras cidades do interior paulista. Nas décadas de 1920 e 1930, os corações penapolenses dividiam-se entre o Esporte Clube Corinthians, conhecido por “Pendura Saia” e o Penápolis Futebol Clube, o popular “Esmaga Sapo”. Em 1928, a Penapolense surpreendeu o Corinthians na inauguração de seu estádio, vencendo por 11 a 0.
As duas equipes disputavam jogos acirrados até que em 1934, em um clássico entre as duas equipes, uma confusão generalizada tomou conta do estádio. Como consequência da confusão, uma das arquibancadas de madeira ruiu, ferindo alguns espectadores. A partida foi cancelada, os clubes perderam popularidade e foram extintos.
Em 1944, a Prefeitura de Fernandópolis convidou Penápolis para um amistoso. O convite foi aceito e a cidade montou uma “seleção” para enfrentar a cidade vizinha. Este acontecimento deu novo impulso ao futebol penapolense, levando Godofredo Viana, gerente do Banespa na cidade à época e grande figura da sociedade, a investir sua influência na fundação de um novo clube, que representasse Penápolis.
No dia 16 de novembro de 1944 nascia oficialmente o Clube Atlético Penapolense, com Godofredo Viana como seu primeiro presidente. As cores adotadas foram as da bandeira da cidade, já utilizadas pelo combinado que foi a Fernandópolis naquele ano.

### 1964/1965
1964/1965 - 3ª divisão - Esse campeonato de 1964 que terminou em 1965, aconteceu um rebolo eliminatório em fevereiro de 1965 Os clubes que ficaram em último em cada uma séries de 1964; foramSaltense, Bandeirantes, Penapolense e Igarapava, participaram de uma disputa para ver quem seria os dois rebaixados para a 3ª divisão, no qual o Bandeirantes e Penapolense foram rebaixados, mas como o Igarapava e Saltense não tinham estádios dentro do exigido pela FPF e com a extinção do Bandeirantes, o São Carlos Clube ocupou o lugar deste e o Penapolense tomou o lugar da Saltense.
Jogos
- Em 14 de fevereiro de 1965 - Bandeirantes 1x1 Saltense
- Em 14 de fevereiro de 1965 - Igarapava 2x1 Penapolense
- Em 21 de fevereiro de 1965 - Igarapava 4x2 Bandeirantes
- Em 21 de fevereiro de 1965 - Saltense 2x1 Penapolense

Classificação - Pontos ganhos
- 1º Igarapava EC - 4 pontos (permanece), mas não ficou
- 2º AA Saltense - 3 pontos (permanece), mas não ficou
- 3º CA Bandeirantes - 1 ponto (rebaixado), ficou e foi substituído pelo São Carlos Clube
- 4º CA Penapolense - 0 ponto (rebaixado), ficou e disputou

### Os primeiros passos
Fundado por Feijó, em seus primeiros anos, o Penapolense se dedicou apenas às competições amadoras. Em 1951, a equipe filiou-se à Federação Paulista de Futebol, participando pela primeira vez de um torneio profissional – a Segunda Divisão (atual Série A2). O clube jogou mais um ano o torneio, licenciando-se em 1953.
Em 1956, o time voltou, desta vez na Terceira Divisão (atual Série A3), campeonato que disputou até 1959, quando mais uma vez afastou-se do profissionalismo. A volta ocorreria em 1963, na Segunda Divisão, abaixo da Divisão Intermediária e da Divisão Especial. O clube disputou a competição em cinco temporadas nos seis anos seguintes – ficou de fora da edição 1967 – para de novo licenciar-se em 1969.
Em 1973, o profissionalismo do clube foi reativado durante os 15 anos seguintes, um dos períodos mais regulares de sua história. A equipe permaneceu dois anos no terceiro nível (A3), sendo promovida em 1974. Em 1975 e 1976, o clube jogou a Segunda Divisão (A3), voltando para o terceiro nível em 1977. Voltou para a Segunda Divisão de 1982 a 1986.
Em 1987, por causa de problemas financeiros, o Penapolense não pôde participar da Segundona. Licenciada, a equipe voltou em 1988, na nova Segunda Divisão (A3). Os problemas continuaram. O clube ficou mais uma vez de fora, em 1989, e de novo em 1990.
Em 1991 a equipe disputou a Segunda Divisão (A3), onde permaneceu até 1994. Naquele ano, houve uma grande reestruturação no futebol paulista e a equipe acabou sendo “rebaixada” para a Série B2 (quinto nível, sem equivalência atual). O clube disputou a competição por três anos, mas novamente com problemas financeiros deixou o Paulista, ficando de fora pelo maior período de sua história: oito anos.

### A volta por cima
A volta ocorreu em 2005. Neste ano, as então Séries B1 e B2 foram unificadas e criou-se a atual Segunda Divisão. Aproveitando a oportunidade, o Penapolense retornou no quarto nível do futebol Paulista, onde ficou por três anos, conquistando o acesso para a Série A3 em 2007. Em 2009, na sua segunda participação no torneio, o clube de Penápolis classificou-se para o quadrangular final da competição, mas não conseguiu o tão esperado acesso para o clube e para a cidade.
Em 2010, pela Série A3, o CAP mais uma vez fez uma boa campanha na primeira fase, mas não repetiu a boa campanha na segunda fase e não conseguiu o acesso para a Série A2. No segundo semestre veio a Copa Paulista e em uma campanha histórica o Clube Atlético Penapolense, sob o comando de Ito Roque, chegou invicto até as semifinais, fazendo uma campanha impecável, caindo para o Red Bull.

### 2011-2014: Anos de ouro
Vindo de uma ótima campanha da Copa Paulista de 2010, em 2011, no dia 8 de maio, se tornou uma data histórica para a cidade, uma vez que com a vitória por 1 a 0 contra o XV de Jaú, jogando no Estádio Municipal Tenente Carriço, com o gol marcado pelo atacante Felipe, o CAP conquistou o tão sonhado e merecido acesso à série A2, depois de tantos anos batendo na trave. Para finalizar o 1º semestre de 2011 com chave de ouro, o CAP conquistou seu primeiro título profissional na história, o de Campeão Paulista da Série A3, vencendo a Santacruzense por 2 a 0 no Estádio Leônidas Camarinha, no dia 15 de maio, em Santa Cruz do Rio Pardo e por 2 a 1 no Tenente Carriço, em 22 de maio, com gols de Luciano Gigante e Reinaldo Potiguar .
Em 2012, confirmando o bom momento vivido pelo clube, o CAP termina a primeira fase da Série A2 do Campeonato Paulista entre os oito primeiros colocados, o que o qualificou para os quadrangulares da 2ª fase da competição. Na fase final, o Penapolense ficou na 2ª colocação de seu grupo, garantido o inédito acesso à elite do futebol paulista, terminando com a 4ª melhor campanha da competição. Um feito histórico para o clube e para a cidade, pois depois de 69 anos de história, o Penapolense disputaria pela 1ª vez o Paulistão da Série A1.
O Penapolense estreou na elite do Campeonato Paulista em 19 de janeiro. Jogando em casa, diante de sua torcida, a Pantera da Noroeste estreou com o pé direito goleando o Ituano por 3 a 0: dois gols de Guaru e um de Fio. Já no dia 27 de janeiro, o Penapolense enfrenta pela 1ª vez em sua história um dos grandes times do futebol paulista em partidas oficiais: o Palmeiras, e obtém uma vitória por 3 a 2 de virada em pleno estádio do Pacaembu, em São Paulo. A partida foi marcante não só pelo resultado histórico, mas pela capacidade de reação da equipe interiorana, que saiu perdendo, mas buscou a virada e venceu o time alvi-verde. O CAP assumia, naquela ocasião, a 5ª colocação do Campeonato Paulista de 2013. Uma vitória marcante para o clube e para o treinador Edison Só. A equipe terminou a primeira fase da competição na 8ª colocação, garantido vaga para as quartas de final e também para uma inédita disputa da Série D do Campeonato Brasileiro. Nas quartas de final o CAP encarou o São Paulo, dono de melhor campanha na primeira fase, e foi derrotado no Estádio do Morumbi por 1 a 0.
Após encerrar sua participação no Campeonato Paulista, a equipe voltou suas atenções para a estreia na Série D do Campeonato Brasileiro, em sua primeira participação em uma competição nacional. O clube ficou no grupo A7, juntamente com Juventude-RS, Villa Nova-MG, Marcílio Dias-SC e Santo André, mas não conseguiu alcançar a classificação.
Em 2014, o Penapolense fez mais uma ótima campanha no Campeonato Paulista, terminando a primeira fase em segundo do Grupo A, atrás do São Paulo, equipe que viria a enfrentar nas quartas de final, assim como no ano anterior. Só que desta vez a sorte capeana mudou: o time eliminou o São Paulo nos pênaltis, em pleno Estádio do Morumbi após empate sem gols, avançando às semifinais pela primeira vez. Nas semifinais, enfrentou o Santos na Vila Belmiro e, apesar de ter terminado o primeiro tempo a frente do placar, vencendo por 2 a 1, tomou a virada no segundo tempo, sendo derrotada por 3 a 2 e despediu-se do campeonato. O regulamento do Campeonato Paulista afirma no Artigo 13 que o Campeão do Interior é o clube melhor classificado excluindo o campeão e o vice, os times da capital do Estado de São Paulo e o Santos. Sendo assim, o Penapolense, como a equipe que chegou mais longe, terminou com mais um título para sua história.
Após isso, a equipe retornou à Série D do Campeonato Brasileiro por ter alcançado as semifinais do Campeonato Paulista e, apesar de realizar boa campanha, a equipe foi eliminada mais uma vez na fase de grupos pelo critério de desempate de saldo de gols, ficando atrás do Metropolitano, que alcançou a 2ª vaga.

### 2015-2021: Do auge ao fundo do poço
O ano de 2015 foi bem diferente dos outros anos em que o Penapolense disputou o Paulistão. Na 15ª e última rodada da primeira fase da competição, a equipe capeana poderia tanto se classificar (com uma vitória sobre o São Bento e um tropeço do XV de Piracicaba frente ao Corinthians) como também acabar rebaixada à Série A2. Por fim, ocorreu que a equipe foi derrotada por 1 a 0 em pleno Tenentão e viu um de seus concorrentes diretos na luta contra o descenso, o rival Linense vencer o Red Bull Brasil também por 1 a 0 no Moisés Lucarelli, resultados esses que rebaixaram a equipe de Penápolis, terminando o campeonato na 17ª colocação.
Em 2016, na disputa do Campeonato Paulista da Série A2, a equipe esteve muito distante da disputa pelo retorno à elite, correndo inclusive risco de rebaixamento à Série A3 até as últimas rodadas da competição. Em 2017, terminou praticamente no meio da tabela. Em 2018, faz novamente campanha razoável e termina no meio da tabela. Em 2019, a equipe novamente briga contra o rebaixamento, terminando o campeonato muito próxima em termos de pontuação da degola. Já em 2020, a equipe acabaria sendo rebaixada para a Série A3, terminando o campeonato na lanterna da competição.
Em 2021, disputando a Série A3, é novamente rebaixada, caindo para a Segunda Divisão do Campeonato Paulista (que na prática é a quarta e última divisão estadual) após fazer uma campanha pífia, terminando como lanterna e como única equipe a não vencer na competição. Para piorar ainda, o rebaixamento foi confirmado após um empate por 1-1 no clássico regional contra o Bandeirante de Birigui.
Após 2 anos brigando no Paulistão Sub-23 - Segunda Divisão, o Penapolense chega até as quartas de final da edição 2023 e consegue ser um dos times garantidos no novo Paulistão Série A4 Sicredi.

## Rivalidade

### Linense vs. Penapolense
O seu maior rival é o Clube Atlético Linense, da cidade de Lins, cidade esta que fica a apenas 50 km de distância de Penápolis. A proximidade e a semelhança entre as duas cidades fizeram com que esse clássico se tornasse o mais disputado entre ambas as equipes. O último confronto entre os clubes foi em 7 de maio de 2021, pela 8ª rodada da Série A3 do Campeonato Paulista no Tenente Carriço. O Elefante venceu o CAP por 1 a 0.

### Outras rivalidades
O Penapolense também possui rivalidade com times de sua região, como o Bandeirante e o Araçatuba.

## Títulos
| ESTADUAIS | ESTADUAIS                      | ESTADUAIS | ESTADUAIS   |
|           | Competição                     | Títulos   | Temporadas  |
| --------- | ------------------------------ | --------- | ----------- |
|           | Troféu do Interior Paulista    | 1         | 2014        |
|           | Campeonato Paulista - Série A3 | 1         | 2011        |
| TOTAL     |                                |           |             |
|           | Competição                     | Títulos   | Temporadas  |
|           | Títulos oficiais               | 2         | 2 Estaduais |

### Campanhas de destaque
| DESTAQUES                      | DESTAQUES                |
| Competição                     | Resultados               |
| ------------------------------ | ------------------------ |
| Campeonato Paulista            | 4º colocado (2014)       |
| Campeonato Paulista – Série A2 | 4º colocado (2012 )      |
| Copa Paulista                  | Semifinais (2010 e 2015) |

| Aumento | Promovido |

## Ranking da CBF
Ranking atualizado em abril de 2018
- Posição: 176º
- Pontuação: 157 pontos[27]

Ranking criado pela Confederação Brasileira de Futebol para pontuar todos os clubes do Brasil.